# Natacha
Natacha es una telenovela peruana realizada por la cadena televisiva Panamericana Televisión en el año 1970. Original del escritor argentino Abel Santa Cruz. Protagonizada por Ofelia Lazo, Gustavo Rojo y la participación estelar de Gloria María Ureta. Debido a su éxito, fue presentado al cine.

## Argumento
Natacha Cervantes, una joven huérfana que fue criada por monjas en una localidad de la Amazonia. Al cumplir la mayoría de edad, sus cuidadoras le consiguen un trabajo en Lima.
La tímida Natacha llega a la casa de la familia Pereira, compuesta por Leopoldo, su esposa Rosalía y sus hijos Raúl, Teresa, Carlos y Chisita.
A Carlos le gusta molestar a Natacha y el Dr. Raúl Pereira, siempre sale en defensa de la muchacha. La joven provinciana termina enamorada del “niño Raúl”, como cariñosamente le llama.
El carácter amable y bondadoso de Natacha termina conquistando a Raúl Pereira, que deja a su ambiciosa novia, para iniciar una relación sentimental con la joven.

## Reparto
- Ofelia Lazo ... Natacha Cervantes
- Gustavo Rojo ... Raúl Pereira
- Tito Bonilla ... Pedro
- Inés Sanchez Aizcorbe ... Elvira
- Gloria Travesí ... Rosalía
- Gloria María Ureta ... Teresa
- Fernando Larrañaga
- Alberto Soler ... Leopoldo
- Verónica Graham ... Chisita
- Neron Rojas ... Padre Florencio
- Benjamin Arce
- Alfredo Bouroncle ... Carlos
- Sylvia Gálvez
- Eduardo Cesti
- Isabel Duval
- Mary Ann Sarmiento
- Martha Figueroa ... Sara
- Fernando de Soria
- Ricardo Tosso
- Edith Boucher
- Tony Vásquez
- Meche Solaeche
- Alicia Andrade
- Vlado Radovich
- Orlando Sacha
- Sharon Riley
- Nilda Muñoz